# Hausen bei Würzburg
Hausen bei Würzburg là một đô thị ở huyện Würzburg bang Bayern thuộc nước Đức.